# Eriocnemis glaucopoides
El calzadito frentiazul, picaflor frente azul, colibrí pantalón grande o picaflor de vientre violácea (Eriocnemis glaucopoides), es una especie de ave apodiforme de la familia Trochilidae (los colibríes) perteneciente al género Eriocnemis. Es nativo de regiones andinas del centro oeste de América del Sur.

## Distribución y hábitat

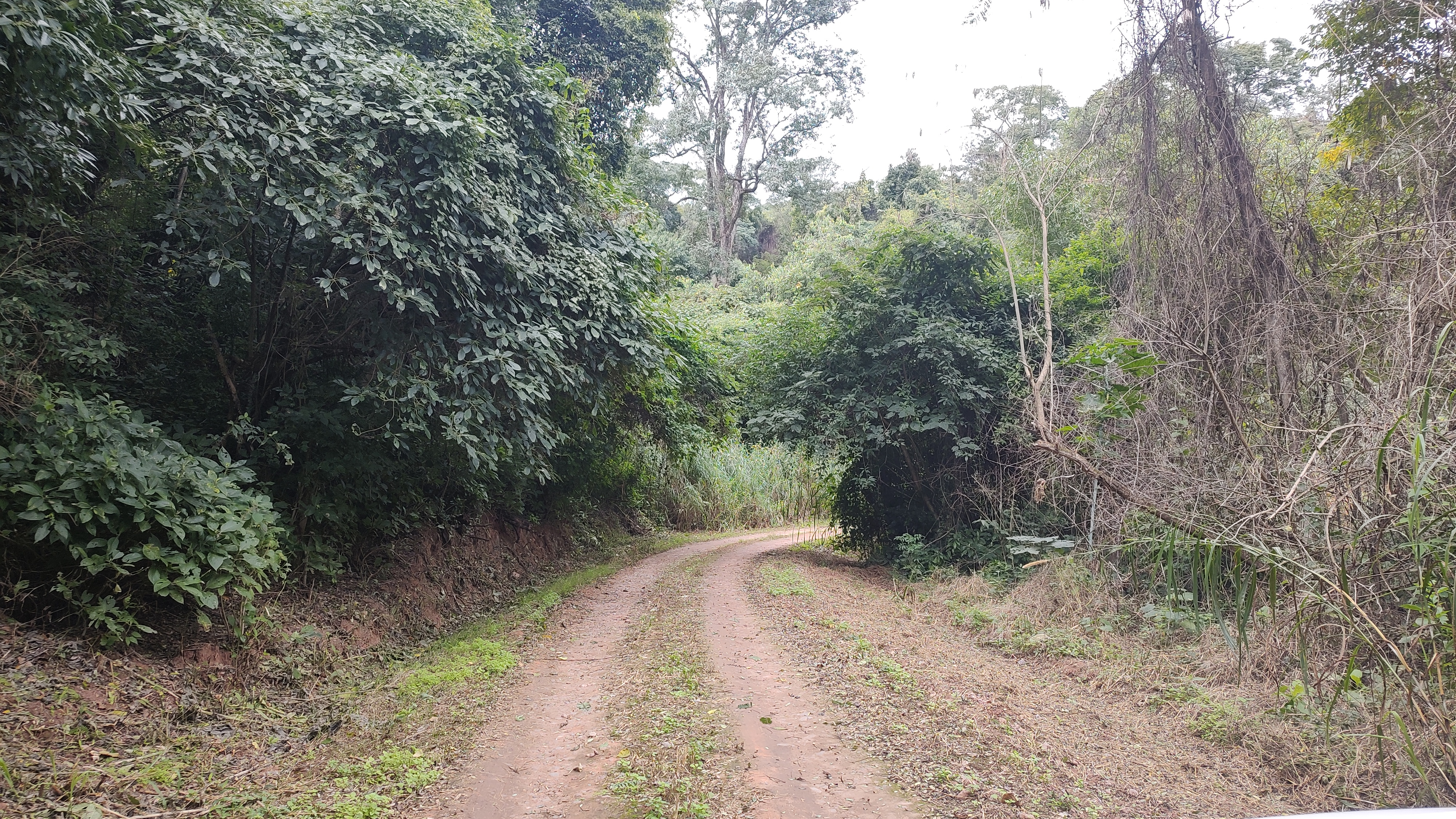
Bordes de yungas en el Parque Nacional Calilegua, Jujuy, Argentina, ejemplo de hábitat de la especie.

El colibrí más sureño de su género se distribuye a lo largo de la cordillera de los Andes del centro y sureste de Bolivia (al sur desde La Paz y Cochabamba) y del noroeste de Argentina (hasta Salta y Tucumán).
Esta especie es considerada rara, pero puede ser localmente común, en sus hábitats naturales: las laderas húmedas con pastizales y matorrales densos, y los bordes de yungas. En Argentina, algunas veces frecuenta ambientes menos húmedos dominados por mirtáceas y árboles enanos. En la zona templada en altitudes entre 1500 y 3400 m, pero más frecuente entre 2000 a 2500 m.

## Sistemática

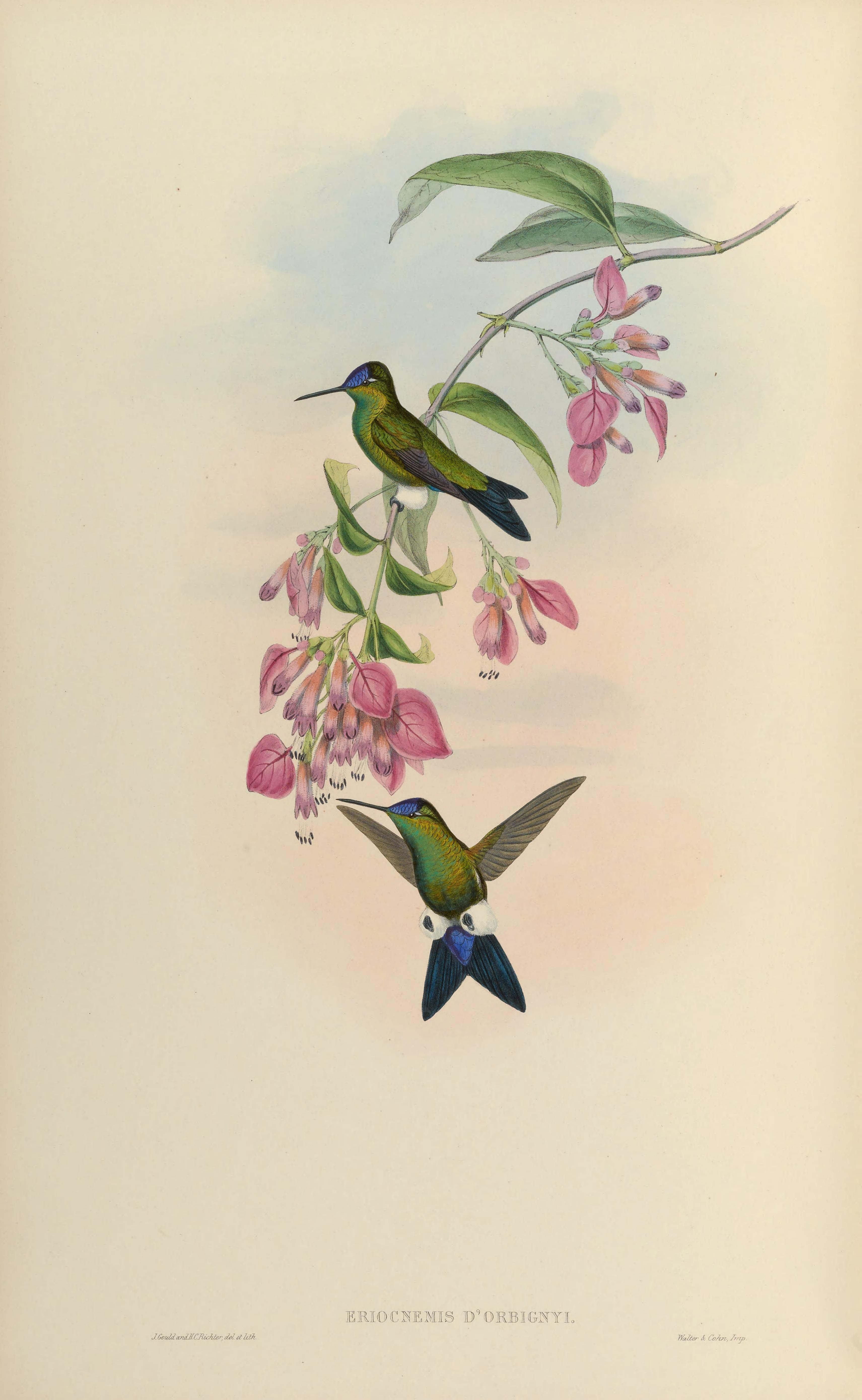
Eriocnemis dorbigyi sinónimo de Eriocnemis glaucopoides, ilustración de Gould y Richter en A monograph of the Trochilidae, or family of humming-birds 4, 1861.

### Descripción original
La especie E. glaucopoides fue descrita por primera vez por los naturalistas franceses Alcide d'Orbigny & Frédéric de Lafresnaye en 1838 bajo el nombre científico Ornismya glaucopoides; su localidad tipo es: «Valle Grande, Bolivia».

### Etimología
El nombre genérico femenino «Eriocnemis» es una combinación de las palabras del griego «erion» que significa ‘lana’, y «knēmis» que significa ‘bota’; y el nombre de la especie «glaucopoides», es una combinación del nombre específico Trochilus glaucopis Gmelin, 1788 y de la palabra griega «oidēs» que significa ‘semejante, que se parece’.

### Taxonomía
Es monotípica.